# ماتيو سبينوسي
ماتيو سبينوسي (بالفرنسية: Mathieu Spinosi)‏ هو ممثل فرنسي، ولد في 6 يونيو 1990 ببريست في فرنسا.

## وصلات خارجية
- ماتيو سبينوسي على موقع IMDb (الإنجليزية)
- ماتيو سبينوسي على موقع روتن توميتوز (الإنجليزية)
- ماتيو سبينوسي على موقع ألو سيني (الفرنسية)
- ماتيو سبينوسي على موقع أول موفي (الإنجليزية)
- ماتيو سبينوسي على موقع قاعدة بيانات الفيلم (الإنجليزية)
- ماتيو سبينوسي على موقع كينوبويسك (الروسية)